# Заморуев, Георгий Михайлович
Георгий Михайлович Заморуев (1904—1959) — советский промышленный деятель и учёный, доктор технических наук, профессор (1958).

## Биография
Родился 24 февраля (8 марта по новому стилю) 1904 года в городе Екатеринославе Российской империи.

### Образование
Окончил Екатеринославскую 1-ю классическую гимназию, затем, в 1926 году — Днепропетровский институт народного образования (ныне Днепровский национальный университет имени Олеся Гончара) по специальности «химия».
В 1929 году получил второе образование, окончив Ленинградский политехнический институт (ЛПИ, ныне Санкт-Петербургский политехнический университет Петра Великого) по специальности «металлургия черных металлов».
В 1938 году по совокупности научных публикаций Г. М. Заморуеву была присвоена ученая степень кандидата технических наук без защиты диссертации. В 1956 году в Московском институте стали и сплавов (ныне Национальный исследовательский технологический университет «МИСиС») он защитил докторскую диссертацию на тему «Структурные изменения поверхностных слоев стальных тел при изнашивании (трении)» и в 1958 году ему было присвоено ученое звание профессора.

### Деятельность
По окончании ЛПИ работал в металлографической лаборатории ленинградского завода «Большевик» (ныне Обуховский завод). В 1933—1934 годах был начальником металлографической и механической лабораторий на металлургическом заводе им. М. В. Фрунзе (ныне Константиновский чугунолитейный завод) в городе Константиновка Донецкой области Украинской ССР. Вернувшись в Ленинград, в 1936—1938 годах работал начальником лаборатории завода «Пневматика».
В 1938 году Георгий Михайлович был направлен в Магнитогорск, где в годы Великой Отечественной войны принимал участие в освоении на Магнитогорском металлургическом комбинате производства броневой стали, являясь по совместительству заместителем начальника термического сектора спецбюро № 1 (легендарного «броневого бюро»). Он предложил технологию специального процесса термической обработки, позволившую восстанавливать плавки броневой стали, ранее шедшей в брак, что сэкономило тысячи тонн легированной стали.
Также с 1938 года был приглашен на работу в Магнитогорский горно-металлургический институт (МГМИ, ныне Магнитогорский государственный технический университет), где заведовал кафедрой металловедения и термической обработки до конца жизни. С 1944 по 1948 год занимал должность заместителя директора института по научно-учебной работе. Был автором более 70 научных работ, воспитал ряд кандидатов наук, среди них — Д. М. Златоустовский, ставший проректором по учебной работе МГМИ.
Занимался общественной деятельностью, в 1947—1951 годах был членом президиума Челябинского обкома профсоюза работников высшей школы и научных учреждений.
Умер 21 ноября 1959 года в Магнитогорске. Был похоронен на Правобережном кладбище города, где позже рядом с ним была похоронена его жена.

## Память
- В Государственном архиве Пермского края имеются документы, относящиеся к Г. М. Заморуеву[2].
- Художник Семён Васильевич Каминский[3] написал в 1960 году портрет Георгия Михайловича, который находится в Магнитогорском краеведческом музее[4].

## Заслуги
- Г. М. Заморуев был награждён двумя орденами «Знак Почета» и медалями, в числе которых «За трудовое отличие» и «За доблестный труд в Великой Отечественной войне 1941—1945 гг.»
- Также был удостоен Почетных грамот Министерства чёрной металлургии СССР. Его имя было внесено внесено в Книгу почета МГМИ (1967).